# Réttarfoss
Réttarfoss är ett vattenfall i republiken Island.  Det ligger i regionen Norðurland eystra, i den nordöstra delen av landet. Floden Jökulsá á Fjöllum faller här cirka 12 meter. Uppströms ligger Hafragilsfoss,  Dettifoss och Selfoss.